# Athenaeum (Stirling)

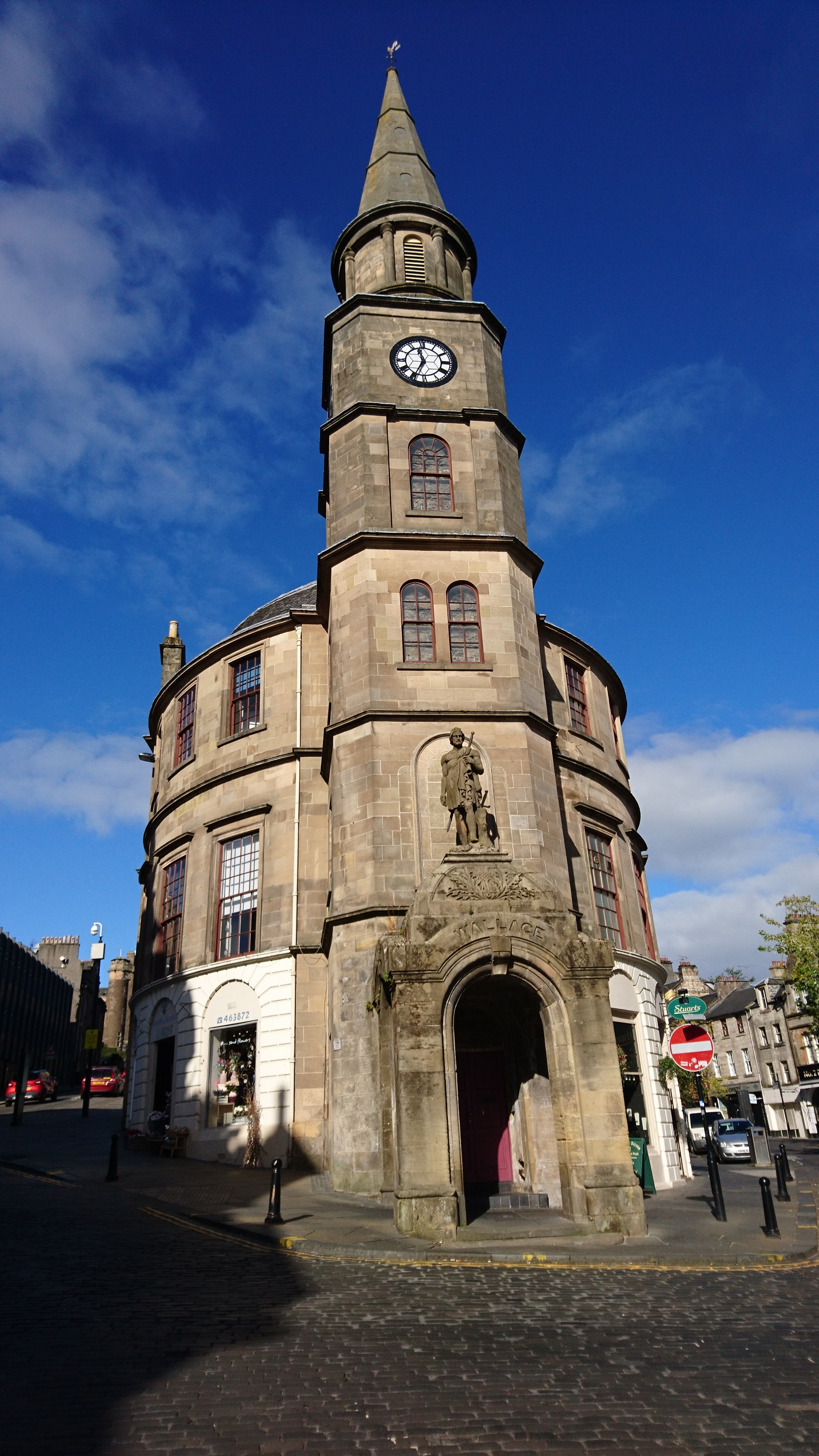
Athenaeum

Das Athenaeum ist ein Geschäftsgebäude in der schottischen Stadt Stirling in der gleichnamigen Council Area. 1965 wurde das Bauwerk in die schottischen Denkmallisten in der höchsten Denkmalkategorie A aufgenommen.

## Geschichte
Das Athenaeum wurde zwischen 1816 und 1817 am Standort des ehemaligen Fleischmarkts errichtet. Es diente als Clubhaus und Bibliothek der örtlichen Kaufleute. Im Erdgeschoss waren Geschäfte eingerichtet. Für den Entwurf zeichnet der schottische Architekt William Stirling verantwortlich. Allan Johnstone führte die Arbeiten aus. 1859 wurde der Eingangsbereich durch einen Vorbau ergänzt. Ab 1875 nutzte die Stadt das Gebäude für öffentliche Büros. Im Jahre 2009 wurde das Athenaeum in das Register gefährdeter denkmalgeschützter Bauwerke in Schottland aufgenommen. Zu diesem Zeitpunkt waren zwar die Ladengeschäfte im Erdgeschoss verpachtet, die oberen Stockwerke standen jedoch leer. 2015 wurde sein Zustand als gut bei geringer Gefährdung eingestuft. Der Eintrag wurde zwischenzeitlich gelöscht, was auf eine erfolgreiche Restaurierung hindeutet.

## Beschreibung
Das klassizistische Gebäude nimmt eine prominente Position am Kopf der King Street ein, die sich an dieser Stelle in die Spittal Street und die Baker Street aufspaltet, welche zu beiden Seiten des Athenaeums verlaufen. Markant ist der sechsstöckige, sich nach oben verjüngende Turm, der in einen runden Bauteil mit toskanischen Säulen und abschließendem spitzen Helm mit Wetterhahn ausläuft. Für die Gestaltung des Vorbaus am Turmfuß mit der Statue von William Wallace zeichnet der schottische Bildhauer Alexander Handyside Ritchie verantwortlich. Die gerundeten Seitenfassaden sind dreistöckig ausgeführt und jeweils vier Achsen weit. Im Bereich des Erdgeschosses ist das Mauerwerk rustiziert. Sämtliche Öffnungen der Ladengeschäfte sind rundbogig ausgeführt. Gesimse bekrönen die Fenster.